# Maskavas forštate
Maskavas forštate er en af Rigas 47 bydele (lettisk: apkaime, sing.). Maskavas Forštate har 32.157 indbyggere og dets areal udgør 759,40 hektar, hvilket giver en befolkningstæthed på 42 indbyggere per hektar.

## Eksterne kildehenvisninger
- Apkaimes – Rigas bydelsprojekt